# 蔡启瑞
蔡启瑞（1913年12月3日—2016年10月3日），男，福建厦门人，中國物理化学家。中国科学院院士。中国催化化学的主要奠基人之一。

## 生平
蔡启瑞1913年12月3日生于福建省厦门市翔安马巷镇。蔡父常年在海外给别人当店员，漂泊于越南、日本，风雨中身体状况恶化，终积劳成疾，在蔡启瑞18个月大时病逝他乡。1937年毕业于厦门大学化学系，后留校任教。1947年赴美国留学，1950年获俄亥俄州立大学化学博士学位。
1956年回国后，任教于厦门大学化学系，长期从事催化理论、化学模拟生物固氮、结构化学等领域的研究工作。1978年至1982年间任厦门大学副校长。1979年至1988年间任物理化学研究所所长。1980年当选中国科学院化学部学部委员（院士）。
2016年10月3日7时26分，去世。

## 社会兼职
曾任国际催化大会理事、中国化学会理事、固体表面物理化学国家重点实验室学术委员会主任、国务院学位委员会委员、厦门市科协主席、全国人大代表等职。